# La Poly Normande 2011
La Poly Normande 2011, trentunesima edizione della corsa e valida come evento dell'UCI Europe Tour 2011 categoria 1.1, si svolse il 31 luglio 2011 su un percorso totale di 157 km. Fu vinta dal francese Anthony Delaplace che terminò la gara in 3h43'36", alla media di 42,12 km/h.
Al traguardo 83 ciclisti portarono a termine il percorso.

## Ordine d'arrivo (Top 10)
| Pos. | Corridore          | Squadra      | Tempo    |
| ---- | ------------------ | ------------ | -------- |
| 1    | Anthony Delaplace  | Saur-Sojasun | 3h43'36" |
| 2    | Julien El Fares    | Cofidis      | a 1'44"  |
| 3    | Arnaud Gérard      | FDJ          | s.t.     |
| 4    | Florian Vachon     | Bretagne     | s.t.     |
| 5    | Mikaël Cherel      | AG2R La Mon. | a 1'48"  |
| 6    | Tony Gallopin      | Cofidis      | a 4'36"  |
| 7    | Julien Simon       | Saur-Sojasun | s.t.     |
| 8    | Matthieu Ladagnous | FDJ          | s.t.     |
| 9    | Jérôme Cousin      | Europcar     | s.t.     |
| 10   | Morgan Kneisky     | Roubaix      | s.t.     |